# Giulio Oggioni
Giulio Oggioni (Villasanta, 15 giugno 1916 – Bergamo, 26 febbraio 1993) è stato un vescovo cattolico italiano.

## Biografia
Nasce a Villasanta, in provincia di Monza e della Brianza ed arcidiocesi di Milano, il 15 giugno 1916.

### Formazione e ministero sacerdotale
Frequenta il seminario di Milano dalla quarta ginnasio fino al quarto anno di teologia.
Il 3 giugno 1939 è ordinato presbitero, nella cattedrale di Milano, dal cardinale Alfredo Ildefonso Schuster.
Dopo l'ordinazione presta servizio nel seminario minore di San Pietro martire a Seveso, dal 1939 al 1940; nel Collegio "Ballerini" di Seregno, dal 1940 al 1942; nel Collegio "San Giuseppe" a Monza, dal 1942 al 1947.
Il 17 maggio 1946 ottiene il dottorato in teologia presso la Facoltà teologica dell'Italia settentrionale di Venegono Inferiore, con una tesi su "La dottrina della Fede in S. Agostino".
Dall'ottobre 1947 è insegnante di filosofia al seminario arcivescovile di Venegono Inferiore. Dal 1950 è docente di teologia sistematica e patrologia presso la Facoltà teologica. Dal 1960 alla nomina episcopale è rettore dell'Istituto Sacerdotale Maria Immacolata (ISMI), che si occupa dei presbiteri del primo quinquennio di ordinazione. È direttore della rivista La Scuola Cattolica, dal 1966 al 1972. Dal 1970 è delegato, poi vicario episcopale, per la formazione permanente del clero.

### Ministero episcopale
Il 28 settembre 1972 papa Paolo VI lo nomina vescovo di Lodi; succede a Tarcisio Vincenzo Benedetti, deceduto il 24 maggio precedente. Il 4 novembre riceve l'ordinazione episcopale, nella chiesa di Sant'Anastasia a Villasanta, dal cardinale Giovanni Colombo, co-consacranti l'arcivescovo Giuseppe Amici ed il vescovo Ferdinando Maggioni. Il 17 dicembre successivo prende possesso della diocesi.
Il 20 maggio 1977 lo stesso papa lo nomina vescovo di Bergamo; succede all'arcivescovo Clemente Gaddi, dimessosi per raggiunti limiti di età. Il 28 agosto seguente prende possesso della diocesi.
Nel 1979 promuove la realizzazione, sotto il presbiterio della cattedrale, di una cappella sotterranea, completata nel 1980 e comunemente chiamata cripta dei vescovi, poiché vi riposano le salme dei vescovi bergamaschi in sarcofagi disposti in forma corale, seguendo l'andamento del sovrastante presbiterio; lì vi viene celebrata una messa ogni primo giovedì del mese in suffragio dei vescovi defunti e per invocare nuove vocazioni.
Il suo episcopato bergamasco è segnato dalla grande attenzione per i temi della famiglia: nel 1980 viene istituito un centro di aiuto alla vita e l'ufficio pastorale per la famiglia. Il piano pastorale di quell'anno è intitolato "Evangelizzazione per una famiglia cristiana". L'anno successivo il piano pastorale sarà dedicato a "Comunione e comunità nella famiglia chiesa domestica".
Il 26 aprile 1981 accoglie papa Giovanni Paolo II in visita pastorale a Bergamo e Sotto il Monte, paese natale di papa Giovanni XXIII.
Il 21 novembre 1991 Giovanni Paolo II accoglie la sua rinuncia alla guida pastorale della diocesi, presentata per raggiunti limiti di età; gli succede Roberto Amadei, fino ad allora vescovo di Savona-Noli. Muore a Bergamo il 26 febbraio 1993 e viene sepolto nella cripta della cattedrale.

## Genealogia episcopale e successione apostolica
La genealogia episcopale è:
- Cardinale Scipione Rebiba
- Cardinale Giulio Antonio Santori
- Cardinale Girolamo Bernerio, O.P.
- Arcivescovo Galeazzo Sanvitale
- Cardinale Ludovico Ludovisi
- Cardinale Luigi Caetani
- Cardinale Ulderico Carpegna
- Cardinale Paluzzo Paluzzi Altieri degli Albertoni
- Papa Benedetto XIII
- Papa Benedetto XIV
- Papa Clemente XIII
- Cardinale Marcantonio Colonna
- Cardinale Giacinto Sigismondo Gerdil, B.
- Cardinale Giulio Maria della Somaglia
- Cardinale Carlo Odescalchi, S.I.
- Cardinale Costantino Patrizi Naro
- Cardinale Lucido Maria Parocchi
- Papa Pio X
- Papa Benedetto XV
- Papa Pio XII
- Cardinale Eugène Tisserant
- Papa Paolo VI
- Cardinale Giovanni Colombo
- Vescovo Giulio Oggioni

La successione apostolica è:
- Vescovo Angelo Paravisi (1988)
- Vescovo Roberto Amadei (1990)